# شون موراي (لاعب كرة قدم بريطاني)
شون موراي (بالإنجليزية: Shaun Murray)‏ (7 فبراير 1970 في المملكة المتحدة - ) هو لاعب كرة قدم بريطاني في مركز الوسط. لعب مع برادفورد سيتي وتوتنهام هوتسبير ونادي بورتسموث ونوتس كاونتي ونادي سكاربورو ونادي كيترينغ تاون.

## وصلات خارجية
- شون موراي على موقع قاعدة بيانات كرة القدم.إي يو (الإنجليزية)
- شون موراي على موقع Soccerbase.com (لاعب) (الإنجليزية)